# Luoyun
Luoyun (kinesiska: 罗云) är en köping i sydvästra Kina. Den ligger i stadsdistriktet Fuling i storstadsområdet Chongqing, omkring 100 kilometer öster om det centrala stadsdistriktet Yuzhong. Antalet invånare är 14 940. Befolkningen består av 7 157 kvinnor och 7 783 män. Barn under 15 år utgör 20,0 %, vuxna 15-64 år 65 %, och äldre över 65 år 13,0 %.